# روبرت نوزيك
روبرت نوزيك (بالإنجليزية: Robert Nozick) (16 نوفمبر، 1938 – 23 يناير، 2002) كان فيلسوفًا أمريكيًا. وكان يشغل منصب أستاذية جوزيف بيليجرينو في جامعة هارفارد. ومنصب رئيس الرابطة الفلسفية الأمريكية. يُعرف لكتبه شروحات فلسفية (1981)، الذي تضمن نظرية المعرفة المغايرة، وكتاب الفوضى، الدولة، ويوتوبيا (1974)، وهو رد ليبرتاري على كتاب نظرية في العدالة لجون رولز (1971)، والذي قدم فيه نوزيك أيضًا نظريته عن اليوتوبيا التي بإمكان كل الناس فيها اختيار قوانين المجتمع الذي يدخلونه. وتضمنت أعماله الأخرى الأخلاقيات، نظرية القرار، فلسفلة العقل، الماورائيات ونظرية المعرفة. وكان عمله الأخير قبل وفاته هو الثباتيات (2001)، قدم فيه نظريته عن علم الكونيات التطوري، الذي يناقش فيه الثباتيات، وبالتالي الموضوعية نفسها المنبثقة من خلال التطور عبر العوالم الممكنة.

## حياته الشخصية
وُلد نوزيك في بروكلين لعائلة منحدرة من كاهن يهودي. وُلدت والدته باسم صوفي كوهين، وكان والده يهوديًا من بلدة شتيتل الروسية وقد وُلد باسم كوهين وكان يُدير شركة صغيرة.
ارتاد نوزيك مدارس عامة في بروكلين. ثم تعلم في جامعة كولومبيا (شهادة بكالوريوس الآداب 1959، بدرجة امتياز)، حيث درس مع سيدني مورغنبيسر، ولاحقًا في برينستون على يد كارل هيمبل، وفي جامعة أكسفورد كباحث فولبرايت (1963-1964). وانضم في وقت ما إلى فرع الشباب لحزب نورمان توماس الاشتراكي. وقد أسس بالإضافة إلى ذلك الفرع المحلي للرابطة الطلابية للديمقراطية الصناعية، والتي تغير اسمها عام 1962 إلى طلاب من أجل مجتمع ديمقراطي.
تزوج في السنة نفسها من باربارا فيرير، بعد حصوله على شهادة بكالوريوس الآداب عام 1959. وكان لديهما طفلين اثنين، إيميلي وديفيد. وتطلَّق الزوجان في النهاية وتزوج نوزيك مرة أخرى من الشاعرة جيرترود شناكنبرج. توفي نوزيك عام 2002 بعد صراع طويل مع مرض سرطان المعدة. ودُفن في مقبرة ماونت أوبورن في كامبريدج بولاية ماساتشوستس.

## سيرته المهنية وأعماله
تلقى نوزيك جائزة الكتاب الوطنية عن كتابه الفوضى، الدولة، واليوتوبيا (1974) في فئة الفلسفة والدين. يناقش نوزيك في هذا الكتاب أن بالإمكان تبرير الدولة الحارسة فقط والمحدودة بمهام الحماية الضيقة ضد «العنف، الاحتيال، السرقة، وإدارة المحاكم القانونية» دون خرق حقوق الناس. ويُعتبر توزيع الأموال بالنسبة لنوزيك عادلًا إذا تَوَلد من التبادل الحر بين البالغين المتراضين من الوضع الابتدائي فقط، حتى إذا ظهرت تفاوتات كبيرة بعد ذلك من العملية. وطالب نزويك بالفكرة الكانتية بوجوب معاملة الناس كنهايات (ما أطلق عليه اصطلاح «انفصال الناس»، ليس كوسائل لنهاية أخرى فحسب.
اعترض نوزيك على الاستنتاج الجزئي لمبدأ جون رولز الثاني للعدالة من كتابه نظرية في العدالة، قائلًا: «التفاوتات الاجتماعية والاقتصادية تترتب لتكون ذات منفعة كبيرة للأعضاء الأقل حظًا من المجتمع.» ويُطالب كتاب الفوضى، الدولة، واليوتوبيا بتركة من كتاب جون لوك بعنوان الرسالة الثانية على الحكومة ويبحث عن تأسيس نفسه وفق عقيدة القانون الطبيعي، ولكنه يصل إلى بعض الاستنتاجات المختلفة بشكل مهم من لوك نفسه بطرق عدة.
أكثر ما يثير الجدل هو جدال نوزيك بأن الدعم الثابت لمبدأ عدم الاعتداء سوف يسمَح ويُعتبر توافقًا صحيحًا أو تعاقدات استعباد غير قسرية بين البالغين. ورفض مفهوم الحقوق الثابتة المُطورة من قبل لوك وأغلب الأكاديميين الليبرتاريين المعاصرين ذوي التوجه الرأسمالي، وكَتب في كتاب الفوضى، الدولة، واليوتوبيا أن المفهوم التقليدي لـ «النظام الحر» سوف يسمح للبالغين بالدخول طوعيًا إلى عقود عبيد غير قسرية.

### نظرية المعرفة
قدم نوزيك اعتبارات جديدة للمعرفة، حرية الإرادة، الهوية الشخصية، طبيعة القيمة، ومعنى الحياة في كتاب شروحات فلسفية (1981) الذي حصل على جائزة رالف والدو إميرسون من جمعية فاي بيتا كابا. وطَرح أيضًا نظامًا معرفيًا حاول التعامل مع كل من مشكلة غيتييَر وتلك المشاكل التي طرحتها الشكوكية. وتجنب الطرح المؤثر للغاية نظرية المعرفة كمطلب ضروري للمعرفة.
كانت لنوزيك أربعة شروط لتصديق (س) بالـ (ب)، وهي:
1. (س) تُصدق (ب)
2. في حال كونها (ليست ب)، فإن (س) لن تُصدق تلك الـ (ب)
3. في حال كونها (ب)، فإن (س) سوف تُصدق تلك الـ (ب)

شرطي نوزيك الثالث والرابع عكسيين. وأطلق على هذا «نظرية التعقب» للمعرفة. واعتقد نوزيك أن الشروط العكسية تبين جانبًا مهمًا من فهمنا البديهي للمعرفة: على طريقة الشخص المُصَدِّق أن تتتبع الحقيقة بشكل يُعتمد عليه بالرغم من الشروط المتنوعة ذات العلاقة، لأي حقيقة معطاة. نظرية نوزيك مشابهة للاعتمادية. بسبب التنفيذ بالأدلة المعين الذي يُمكن أن يُثار بطريقة أخرى ضد الشروط العكسية، وقد حدد نوزيك أن:
1. إذ لم تكن (ب) هي الحالة وكانت (س) ستستخدم (م) للوصول للتصديق بـ (ب) أو لا، فإن (س) لن تُصدق تلك الـ (ب) من خلال (م).
2. إذا كانت (ب) هي الحالة وكانت (س) ستستخدم (م) للوصول للتصديق بـ (ب) أو لا، فإن (س) سوف تُصدق تلك الـ (ب) من خلال (م).

حيث تُمثل (م) طريقة تصديق (س) بـ (ب) أو لا.
من الانتقادات المهمة لنظرية نوزيك للمعرفة هي رفضه لمبدأ الإغلاق الاستنتاجي. وينُص هذا المبدأ على أن (س) تعرف (ز) و(س) تعرف أن (ز) تدل على (ي)، إذًا (س) تعرف (ي). ولا تسمح شروط نوزيك لتعقب الحقيقة بمبدأ الإغلاق الاستنتاجي. ويعتقد نوزيك أن شروط تعقب الحقيقة أكثر جوهرية للحدس البشري من بمبدأ الإغلاق الاستنتاجي.

### كتبه اللاحقة
طُرح كتاب الحياة المدروسة (1989) لجمهور أوسع، يستكشف الحب، الموت، الإيمان، الواقع، ومعنى الحياة. وبحسب ستيفن ميتكالف فإن نوزيك يُعبر عن شكوك جدية حول الليبرتارية الرأسمالية، ذاهبًا إلى حد رفض الكثير من أُسس النظرية بناءً على أن بالإمكان تحقيق الحرية الشخصية في بعض الأوقات بشكل كامل عن طريق السياسات الجماعية وأن الثروة يُعاد توزيعها بصورة عادلة من خلال الضرائب لحماية حرية الكثيرين من طغيان القلة القوية والأنانية بشكل مفرط. ويقترح نوزيك أن على المواطنين الذين عارضوا إعادة توزيع الثروة التي تمول البرامج التي يعترضون عليها أن يكونوا قادرين على الانسحاب عن طريق دعم الجمعيات الخيرية المعتمدة للحكومة البديلة مع ضريبة مُضافة بمقدار 5%.
أشار جيف ريغينباغ من ناحية ثانية إلى ذلك في مقابلة أُجريت في يوليو 2001، وصرَّح بأنه لم يتوقف أبدًا عن التعريف بنفسه على أنه ليبرتاري. وقد ذكر رودريك تي لونغ ذلك في كتابه الثباتيات، «عرَّف نوزيك التعاون الطوعي على أنه «المبدأ الجوهري للأخلاقيات» مُحافظًا على أن عدم تدخل المهمة في «مجال الاختيار» لشخص آخر هو كل ما على المجتمع طلبه (قسرًا)؛ تُمثل المستويات الأعلى من الأخلاقيات التي تشمل على إحسان إيجابي بدلًا عن ذلك «شخصية مثالية» يجب أن تُترك لـ «الاختيار والنشوء الفردي للشخص» الذي يبدوا كأنه احتضان لليبرتارية من جديد. وجهة نظري هي أن تفكير نوزيك بخصوص هذه المسائل تطور مع الوقت وأن ما كان يكتبه في أي وقت مُعطى كان انعكاسًا دقيقًا لما كان يفكر فيه في ذلك الوقت». وذكر جوليان سانشيز علاوة على ذلك أن: « كان نوزيك يعتبر نفسه ليبرتاريًا بالمعنى الواسع، حتى أيامه الأخيرة، على الرغم من أن وجهات نظره أصبحت أقل «تشددًا» نوعًا ما.»

## وصلات خارجية
- روبرت نوزيك على موقع الموسوعة البريطانية (الإنجليزية)
- روبرت نوزيك على موقع إن إن دي بي (الإنجليزية)
- روبرت نوزيك على موقع فايند أغريف
- روبرت نوزيك على مشروع الدليل المفتوح
- روبرت نوزيك: الفلسفة السياسيَّة – موسوعة الإنترنت للفلسفة (بالإنجليزية)